# George Thomas Smart
George Thomas Smart (Londres, 10 de maig de 1776 - 23 de febrer de 1867) fou un organista, compositor i director d'orquestra anglès. Era oncle del també músic i organista Henry Smart.
Smart es feu notable com a organista, com a compositor de música sagrada i com a director d'orquestra, i als trenta-cinc anys ja gaudia d'una gran reputació, pel que fou investit cavaller pel duc de Richmond, llavors lloctinent d'Irlanda. Contribuí com a director de concerts a formar les cantants Henriette Sontag i Jenny Lind pel gènere de l'oratori, i com a director d'orquestra posà en escena per primera vegada l'Oberon de Carl Maria von Weber, en el Covent Garden. A Londres fundà la Societat Filharmònica, i a Smart se li deu la introducció i quasi la popularització a Anglaterra de les obres de Beethoven, Schubert, Weber i Schumann. A més, fou, organista de la Capella Reial de St. James. Principalment, va compondre moltes obres religioses.